# Rosemary znaczy pamięć
Rosemary znaczy pamięć (org. Sparkling Cyanide lub Remembered Death) – kryminał angielski autorstwa Agathy Christie. Napisany został w 1944 roku (niektóre źródła mówią o 1945) Pojawia się w nim pułkownik Race. 

## Opis fabuły
Mija niemal rok od samobójczej śmierci Rosemary Barton w restauracji Luxembourg. Bogata kobieta w dniu swojego urodzinowego przyjęcia umiera po zażyciu cyjanku potasu. Najbliżsi przyjaciele, a zarazem świadkowie tragicznego wypadku wspominają zmarłą. W jej samobójczą śmierć nie wątpi nikt. Depresja, choroba, trucizna w torebce... Mąż ofiary ujawnia, że pół roku po tragedii dostał anonimy mówiące o tym, że jego żona wbrew pozorom została zamordowana.  George Barton wyprawia kolację, na którą zaprasza te same osoby, które były świadkami samobójstwa. Niestety po kabarecie gospodarz również wypija szampana pełnego cyjanku potasu.